# Levantehaus
Het Levantehaus is een 'Kontorhaus' (kantoorgebouw) in Hamburg ( Hamburg-Altstadt ) en huisvest sinds 1997 een winkelpassage en hotel. Het is gelegen aan de Mönckebergstraße 7.
De naam Levante (Italiaans: "op weg naar de zon") komt ofwel van de eerste grote huurder van het bedrijfspand, de Duitse Levante Shipping Line, of is over het algemeen gebaseerd op de historische oriëntatie van het huis, dat eigendom was van rederijen, voor handel met de oostelijke Middellandse Zee, de "Orient". Een gestileerd zonnesymbool (negen gele stralen in een halve cirkel) is het geregistreerde en beschermde handelsmerk van de huidige eigenaar, de GbR Levantehaus.

## Ligging

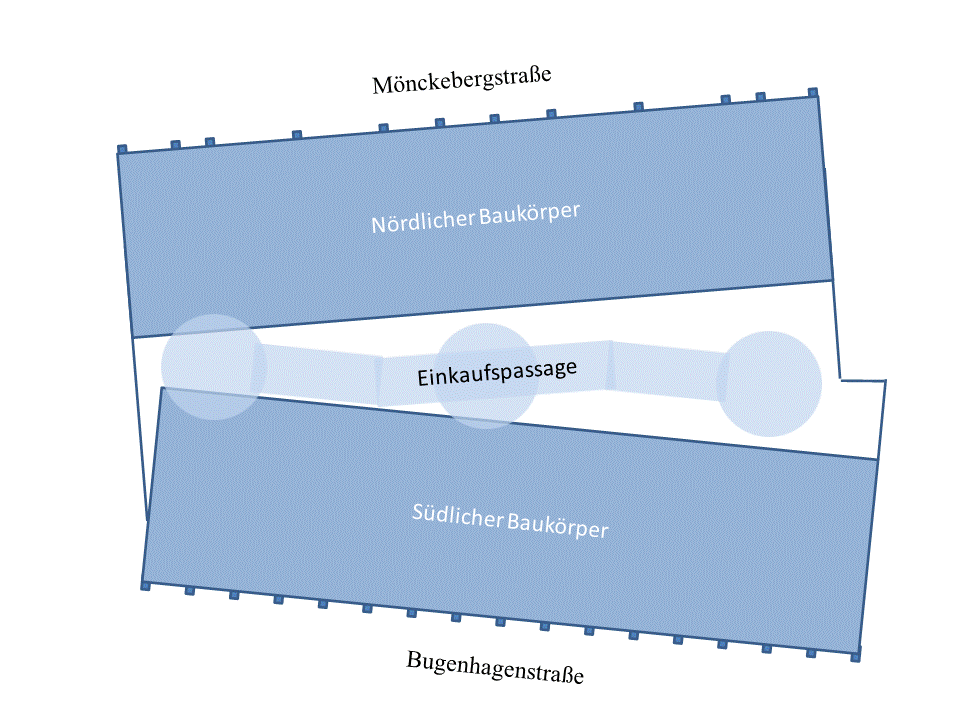
Schets van de plattegrond / plattegrond

Het Levantehaus ligt in het centrum van Hamburg, vlak bij het Hamburger Hauptbahnhof . De twee evenwijdig lopende gebouwen bevinden zich tussen de winkelstraat Mönckebergstrasse en de Bugenhagenstrasse (zie schets). Het metrostation Mönckebergstraße Mitte ligt op een paar meter afstand, de buslijnen 4, 5, 6 stoppen recht voor het Levantehaus en automobilisten kunnen parkeren in de nabijgelegen parkeergarages.

## Geschiedenis
Als onderdeel van de doorbraak op de Mönckebergstrasse aan het Aan het begin van de 20e ontwierpen de Hamburgers Franz Bach (architect, aannemer) en Carl Bensel (architect, voornamelijk in het gevelontwerp) de Hubertushof. Het gebouw bestond uit een skelet van gewapend beton met een bakstenen gevel en werd gebouwd in 1911/1912. Beide delen van het gebouw hadden een kelder, vijf volledige en twee verspringende verdiepingen en omsloten twee grote binnenplaatsen . Er was een centrale, gemeenschappelijke trap voor representatieve doeleinden. De begane grond aan de kant van de Mönckebergstrasse had winkels, de rest van het pand was bestemd als kantoorruimte. .
Het gebouw kreeg uiterlijk in 1925 de naam Levantehaus .
In de Tweede Wereldoorlog werd het gebouw vernietigd door bommen in 1943/1944. Het werd grotendeels naar het originele ontewerp gereconstrueerd van 1948 tot 1950 door Bach & Wischer.

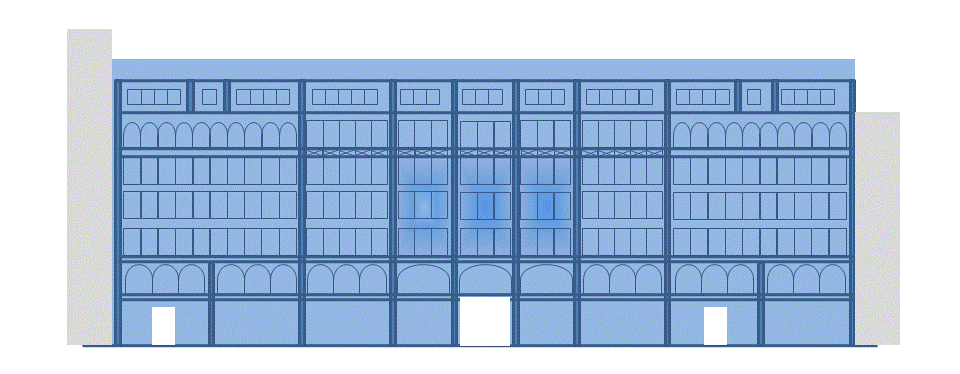
Gevelconstructie aan de zijkant van de Mönckebergstrasse

Het brede kantoorgebouw (zie afbeelding) met een symmetrische opbouw is verticaal opgedeeld door doorlopende, gegroefde muurpilaren. Aan de Mönckebergstrasse is de bakstenen gevel gedeeltelijk bekleed met kalksteen, borstweringen en banden zijn voorzien van diverse ornamenten, aan de Bugenhagenstrasse bestaat de eenvoudige gevel uit klinkers.
Tot 1995 was het Levantehaus in gebruik als kantoorpand met winkelruimte op de begane grond, van 1946 tot 1971 was het het hoofdkantoor van Deutsche Philips . In die tijd stond het ook bekend als het Philips-Haus en sierde een mozaïek met het bedrijfslogo de ingang.

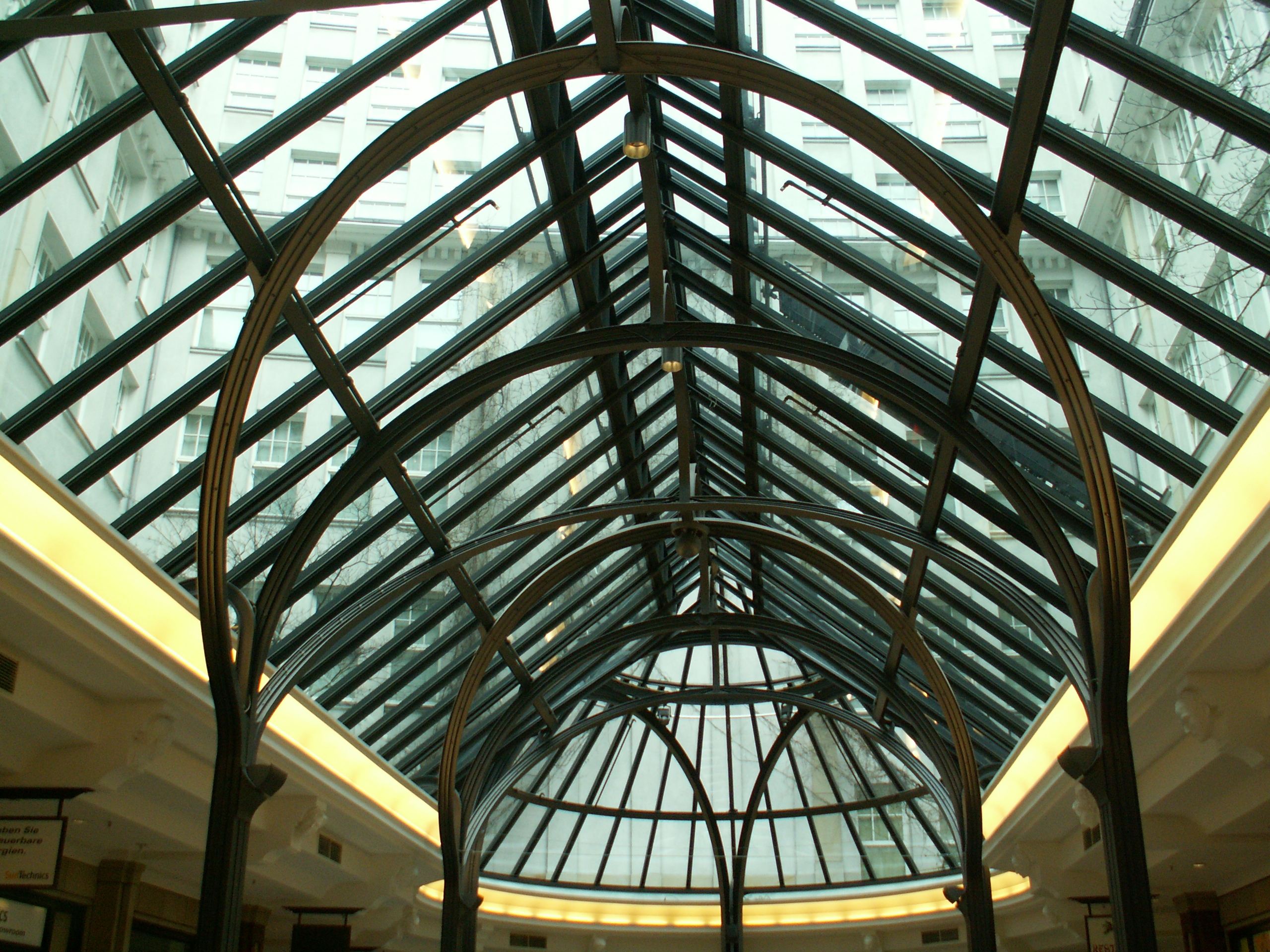
Plafondconstructie in de winkelpassage

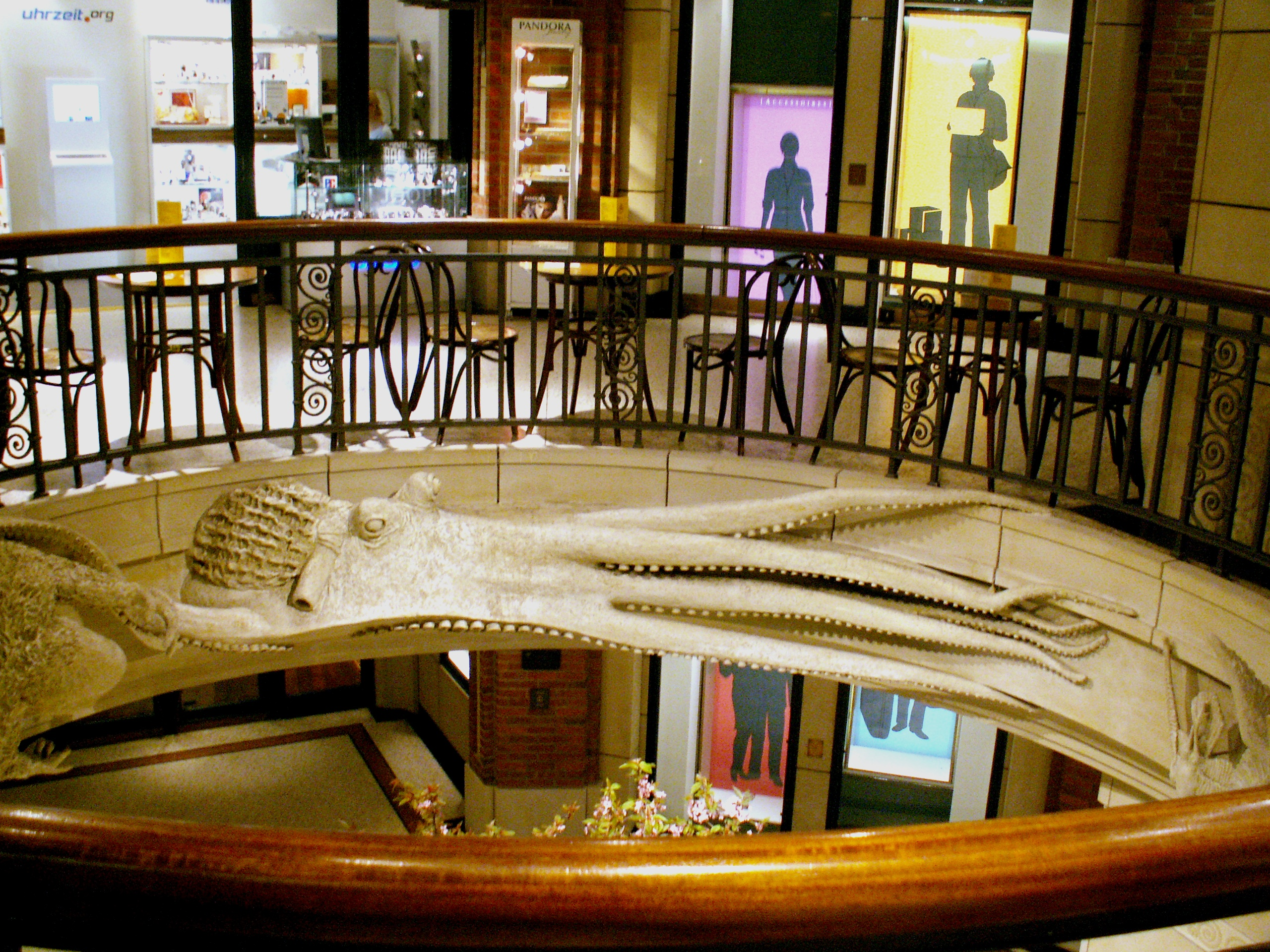
Voorzijde: fries van Barry Baldwin, achtergrond: paternosterlift

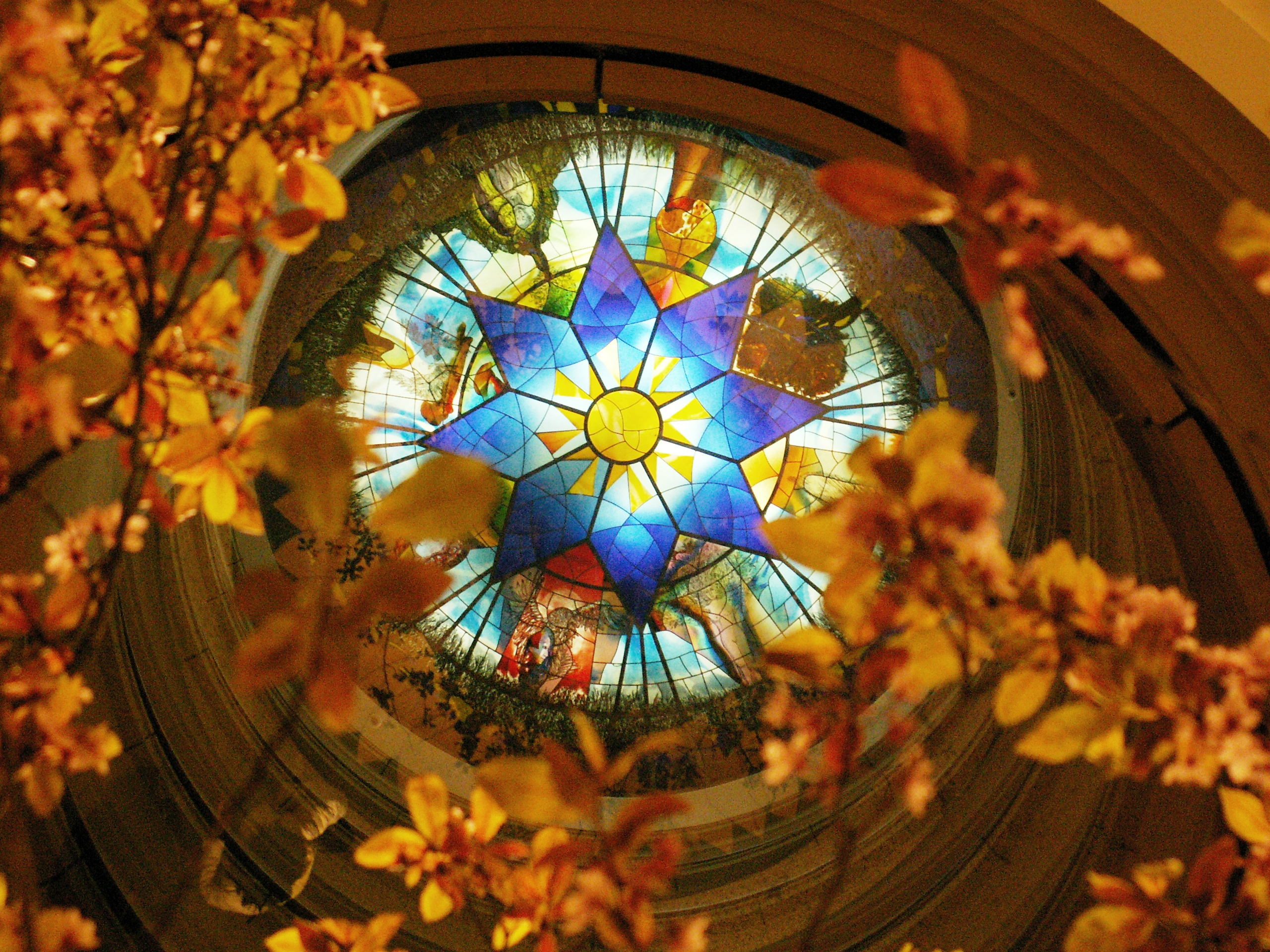
Plafondopeningen met glas-in-loodramen van Ida Isensee

Van 1995 tot 1997 werd het kantoorgebouw omgebouwd tot winkelgalerij en een 5-sterrenhotel. De redenen hiervoor waren het overaanbod aan kantoorruimte in de binnenstad van Hamburg, de indeling van het pand waardoor het moeilijk te verhuren was en de verhuizing van de Verwaltungsberufsgenossenschaft, die het grootste deel van de kantoorruimte huurde.
Bij de verbouwing werden de volgende zaken aangepakt:
- Bij de verbouwing bleef de monumentale gevel bewaard. Het eveneens onder monumentenzorg staande dak is gereconstrueerd. Het gebouw werd van binnen gestript en vervolgens opnieuw ingedeeld naar de plannen van het Berlijnse architectenbureau Sidell Gibson Schäfer & Partner en de Hamburgse architecten Ockelmann, Rottgardt & Partner. De twee verspringende verdiepingen zijn verwijderd en het gebouw is uitgebreid met vier normale verdiepingen.
- Het kelderplafond van het gebouw moest worden verlaagd tot op straatniveau zodat een gelijkvloerse toegang mogelijk werd. In de kelder is een zwembad gebouwd.
- Op de begane grond en eerste verdieping is een winkelgalerij ontstaan, waarbij de voormalige binnenplaatsen werden voorzien van glazen daken. De twee vleugels van de passage kregen stenen en zandstenen pilaren, de glazen daken worden ondersteund door gebogen, filigrane stalen constructies. Het gebruik van hoofd- en nevenpilaren is gelijk aan het patroon van de muurpilaren. Ter versiering van het interieur werden andere elementen uit het oorspronkelijke gebouw gebruikt, zoals balustrades, trapleuningen, vloeren.
- Het hotel strekt zich uit van de tweede tot de negende verdieping in de twee gebouwen en in het centrale deel van het gebouw (boven de passage). De centrale plafondopening verbindt de doorgangsvloeren met de hotelverdiepingen:
  - Voor de opening tussen de begane grond en de eerste verdieping creëerde de Engelse beeldhouwer Barry Baldwin een fries van figuren gemaakt van verschillende bedreigde diersoorten.
  - In het plafond van de 7e verdieping bevindt zich een kunstmatig verlicht glas in loodraam met motieven uit de Griekse mythologie, ontworpen door de Duitse schilderes Ada Isensee .
  - De kooien van de twee paternosterliften, die niet meer waren goedgekeurd voor personenvervoer, werden omgetoverd tot etalages waarin de winkels en restaurants van de passage zich kunnen presenteren.
  - De paternosterliften zijn vervangen door een glazen lift. Vanuit de lift ziet men een muurschildering van Mme. Pochie getiteld "Evolution der Menschheit".

In 2000 ontving het Levantehaus de onderscheiding "Hamburgs mooiste gevel" van het Denkmalschutzamt Hamburg en de LGH.

## Gebruik
De passage huisvest ongeveer 56 winkels, dienstverleners, restaurants en cafés. De winkels zijn vooral in het hogere prijssegment en gericht op vakmanschap en kunst; grote winkelketens zijn vrij zeldzaam. Hier zijn o.a. 's werelds eerste Steiff-galerij, een Märklin Store, juweliers en horlogewinkels, schrijfwaren, maatwerkkleding en -schoenen, een goudsmid en parfumerie.
Het 5-sterrenhotel Park Hyatt Hamburg maakte deel uit van het Levantehaus en exploiteerde de spa met zwembad en de fitnessclub. Eind 2022 liep de pachtovereenkomst van het hotel af en werd het gesloten.
In 2007 werd op het dak van het gebouw een fotovoltaïsch systeem van SunTechnics met een piekvermogen van 14,35 kilowatt geïnstalleerd.
Het Leventehaus is eigendom van de Hamburgse familie Bach.